# Homayoun Shajarian

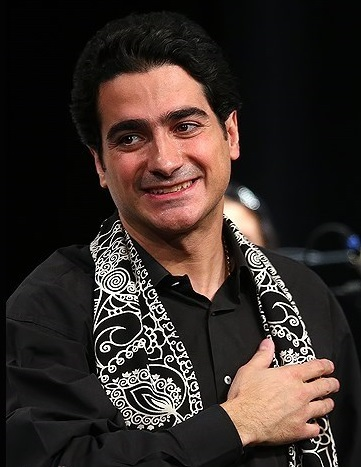
Homayoun Shajarian, 2013

Homayoun Shajarian oder Schadscharian (persisch همايون شجريان, * 21. Mai 1975 in Teheran) ist ein iranischer Sänger, Tombak- und Kamantschespieler.

## Leben und Karriere
Shajarian ist der Sohn von Mohammad-Resa Schadscharian. Er begann mit Ausbildung in traditioneller persischer  Āwāz-Musik ab dem Alter von zehn Jahren zusammen mit seiner älteren Schwester Mojgan Shajarian (* 1972) bei seinem Vater. Er studierte am Konservatorium in Teheran bei dem kurdischen Musiker und Kamantsche-Lehrer Ardeshir Kamkar (* 1962). Ab 1991 begleitete er seinen Vater als Tombakspieler mit dem Ava Music Ensemble auf Konzerttourneen in Iran, nach Europa und in die USA, ab 1996 auch als Sänger.
2014 veröffentlichte er sein erstes Album mit dem Titel „Neither Angel nor Devil.“

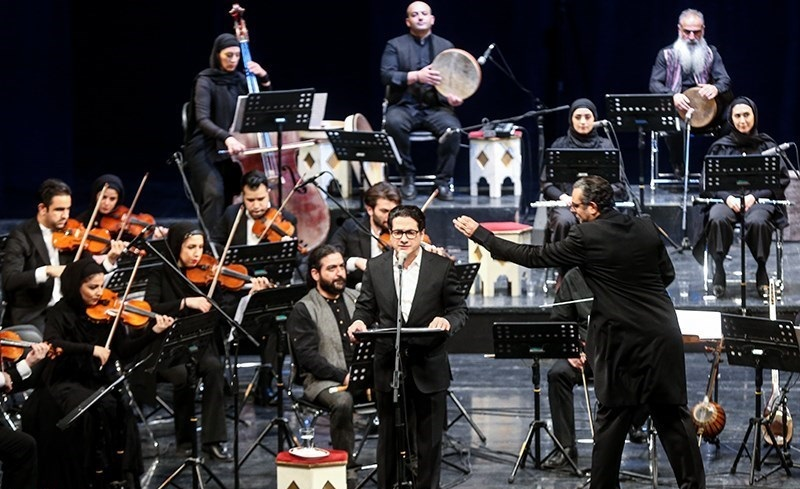
Konzert mit Shajarian und dem Teheran Chamber Orchestra, Leitung Bardia Viaras, Teheran Vahdat Hall, 2020

Sein Repertoire umfasst sowohl die Bandbreite der traditionellen Musik seines Vaters als auch Komposition, die durch Elemente westlicher Popmusik sowie durch den Einsatz westlicher Instrumente, wie Synthesizer, Piano, Streicher und Schlagzeug-Beats modifiziert sind.

## Diskografie

### Singles (Auswahl)
- 1998: Tasnife Ze Daste Mahboub (mit Mohammad-Resa Schadscharian)
- 2003: Tasnife Havaye Gerye
- 2014: Why Did You Leave Me? (mit Tahmoures Pournazeri)
- 2014: The Gypsy (mit Tahmoures Pournazeri)
- 2014: Musighi Filme Arayeshe Ghaliz Yek (mit Sohrab Pournazeri)
- 2017: Asheghi
- 2018: Ahay Khabardar (mit Sohrab Pournazeri)
- 2018: Khoob Shod (mit Sohrab Pournazeri)
- 2018: Irane Man (mit Sohrab Pournazeri)
- 2018: Tasnife Gholab (mit Sohrab Pournazeri)
- 2018: Norouz (mit Sohrab Pournazeri)
- 2018: Avaze Man Koja Baran Koja (mit Sohrab Pournazeri)
- 2019: Afsaneye Chashmhayat (mit Mahjar Alisadeh & Alireza Ghorbani)
- 2020: Sarnevesht (mit Anoushiravan Rohani)
- 2021: Asemane Abri
- 2021: Diare Asheghihayam
- 2021: Havaye Zemzemehayat
- 2021: Flaming (mit Nusrat Fateh Ali Khan)
- 2021: Yek Nafas Arezouye To
- 2022: Gerye Kon
- 2025: Alive (mit Sami Yusuf)